# الدوري البلغاري الممتاز 1979-80
الدوري البلغاري الممتاز 1979-80 (بالبلغارية: „А“ група 1979/80)‏ هو الموسم 56 من الدوري البلغاري الممتاز. أشرف على تنظيمه اتحاد بلغاريا لكرة القدم، وكان عدد الأندية المشاركة فيه 16، وفاز فيه سسكا صوفيا.